# Kami-musubi-no-kami
Kami-musubi-no-kami es el tercer dios de la mitología japonesa y sucesor de Takami-musubi-no-kami. Es el origen de las plantas (la vida). Junto a Ame-no-minaka-nushi-no-kami y Takami-musubi-no-kami se llaman Zouka Sanshin (造化三神; los tres creadores).
Después de crear las cosas, se ocultó. Según cierta teoría,[cita requerida] dicen que Kami-musubi-no-kami es una diosa. Ōkuninushi resucitó por el apoyo de Kami-musubi-no-kami.
- Datos: Q3275901